# Calycopis mimas
Calycopis mimas är en fjärilsart som beskrevs av Frederick DuCane Godman och Osbert Salvin. Calycopis mimas ingår i släktet Calycopis och familjen juvelvingar. Inga underarter finns listade i Catalogue of Life.